# Nucli històric de Vallecas
El nucli històric de Vallecas (també conegut com a Vallecas Pueblo) és un barri de Madrid integrat en el districte de Villa de Vallecas. Té una superfície de 4.935,51 hectàrees (el 90% de la superfície del districte) i una població de 53.797 habitants (2009).
Limita al nord amb el nucli històric de Vicàlvaro, Santa Eugenia, Palomeras Sureste i Entrevías (Puente de Vallecas), a l'oest amb Butarque i Los Rosales (Villaverde), a l'est amb Rivas-Vaciamadrid i al sud amb Getafe. Està delimitat al nord per l'Avinguda del Mediterráneo, pel carrer Real de Arganda i el ferrocarril Madrid-Barcelona.

## Transports
Hi ha sis estacions de Metro (toes de la línia 1) al barri: Sierra de Guadalupe, Villa de Vallecas, Congosto, La Gavia, Las Suertes i Valdecarros (les tres últimes situades a l'Eixample de Vallecas), i una de rodalia, anomenada Vallecas.